# Sakura Kizuna
Sakura Kizuna (佐倉 絆 (Tá-Thương Bán) 30 tháng 5 năm 1989 –) là một tarento và doanh nhân người Nhật Bản. Cô cũng là một cựu nữ diễn viên khiêu dâm và thần tượng áo tắm. Nickname của cô là "Kizu-pon" (きずぽん). Cô sinh ra tại tỉnh Tochigi. Các hoạt động tarento của cô do công ti Allure (hiện là Harvesters) quản lí.